# 팀 보울러
팀 보울러 (Tim Bowler, 1953년~ )는 영국 에식스 출신의 청소년 문학 작가이다. 그는 1997년에 그의 소설 《리버 보이》로 카네기 메달 (Carnegie Medal)을 수상했다.

## 저서 목록
- 《꼬마 난장이 미짓》(원제: Midget) (1994년)
- Dragon's Rock (1995년)
- 리버 보이 (1997년)
- 스쿼시 (원제: Shadows) (1999년)
- Storm Catchers (2001)
- 스타시커 (영국 제목: Starseeker, 미국 제목: Firmament) (2002년)
- Apocalypse (2004년)
- Tales from the Dark Side 시리즈:
  - Blood on Snow (2004년)
  - Walking with the Dead (2005년)
- 프로즌파이어 (원제: Frozen Fire) (2006년)
- Blade 시리즈:
  - Playing Dead (2008년)
  - Closing In (2008년)
- 블러드 차일드 (2008년)
- "블레이드" (2010년)
- 호텔 로완트리 (2013년)
- 소년은 눈물 위를 달린다 (2014년)
- 속삭임의 바다 (2015년)

※ 번역서가 없는 책은 영어 원제를 썼다.

## 수상작과 후보작
- 1997년 리버 보이 카네기 메달에서 수상[1]
- 1999년 리버 보이 앵거스 도서상 (Angus Book Award)에서 수상[2]
- 2000년 스쿼시 (원제: Shadows) 앵거스 도서상에서 수상[2]
- 2000년 스쿼시 랭커셔 올해의 어린이책 (Lancashire Children's Book of the Year) 수상[3]
- 2007년 프로즌 파이어 hull book award 수상
- 2007년 프로즌 파이어 highland book award수상
- 2007년 프로즌 파이어 redbridge book award 수상
- 2007년 프로즌 파이어 stockport schools book award수상
- 2008년 프로즌 파이어 south lanarkshire book award 수상